# Свети Йоан (Коджадаг)
Свети Йоан (на гръцки: Αγιάννη, Αϊ-Γιάννη, Κάστρο Αδριανής) е археологически обект край село Едирнеджик (Адриани), Драмско, Гърция.

## Местоположение
Крепостта е разположена на хълм, висок 600 m, в южното подножие на Коджадаг (Мегаловуни), северно от Едирнеджик, източно от Равика (Калифитос) и западно от Нусретли (Никифорос). Укреплението е контролирало прохода от равнината през Боздаг. Следи от селище около него не са открити.

## История
Укреплението е антично – вероятно от македонската епоха. Има индикации за използването ѝ и през византийско време. В исторически източници не е спомената.
Крепостната стена е изградена от добре напаснати един към друг малки и големи камъни. На места е запазена на височина 3 m. Вътре могат да се видят неопределени структури в полуразрушено състояние. В по-голямата част от зидарията липсва хоросан, което означава, че замъкът е основан преди Средновековието. В някои части на стените има мазилка, което показва, че е имало ремонт (вероятно груб) и следователно крепостта е била използвана – вероятно от време на време – през византийския период и може би дори по-късно.
Възможно е това да е една от така наречените тракийски крепости, основани от Филип II през втората половина на IV век пр. Хр. след унищожаването на Одриското царство. Целта на Филип е да контролира област, която приблизително съвпада с Драмско и части от Кавалско и Ксантийско. Подобен случай е и Каловската крепост над Калово (Калива), Ксантийско.
Повечето от тези тракийски крепости са разрушени през следващите векове или по време на римското завоевание, или от варварски набези. Най-големите разрушения са причинени от херулите през 267 година сл. Хр. В някои от тези укрепления са извършени дребни ремонти главно през VI век по време на управлението на Юстиниан, така че те също имат средновековна употреба. Въпреки това всички малки тракийски крепости са изоставени след VI век, вероятно поради варварски набези.
Крепостта Свети Йоан може да е имала подобна събда, но не е ясно дали е имала строителна фаза през VI век, както например в съседната Козлукьойска крепост.
Църквата „Свети Йоан“ в южната част на крепостта е построена с материали от крепостта и е остатък от манастир, който, изглежда, е функционирал там през османско време. Това означава, че намесите в зидарията на укреплението може и да са от този период.